# Front civil des droits de l'homme
Le Front civil des droits de l'homme (en anglais : Civil Human Rights Front et en chinois : 民間人權陣線), abrégé respectivement en FCDH et CHRF, était une organisation qui se concentrait sur des questions  politiques et sur le problème des moyens de subsistance. L'organisation était affiliée à presque tous les camps pan-démocratiques de Hong Kong. Au mois de janvier 2006, quarante-huit ONG et groupes politiques étaient impliqués dans l’organisation. La manifestation la plus connue organisée par la CHRF est la marche de Hong Kong du 1er juillet 2003.

## Développement organisationnel
Le Front civil des droits de l'homme a été créé le 13 septembre 2002 dans le but de fournir une plate-forme consolidant les voix et les pouvoirs de divers groupes et de toutes les couches de la société afin de faire progresser le développement des mouvements des droits de l'homme et des droits civils.
L'objectif initial était de se concentrer sur l'adoption de la législation de l'Article 23 de la loi fondamentale. Après la manifestation de 2003, l’organisation a commencé à diversifier son mandat pour inclure des questions telles que l'égalité des chances et les pouvoirs conférés à la police.
Le 15 août 2021, le Front civil des droits de l'homme annonce son auto-dissolution, en réponse à la répression menée par le pouvoir central chinois, notamment avec la loi de 2020 sur la sécurité nationale à Hong Kong. Beaucoup de militants du CHRF ont en effet été arrêtés et ses derniers dirigeants Jimmy Sham et Figo Chan ont subi des procès et des attaques physiques,.

## Financements
Le Front civil des droits de l'homme reçoit des fonds du National Endowment for Democracy, un organisme gouvernemental américain lié à la CIA.